# Zorotovîci, Starîi Sambir
Zorotovîci (în ucraineană Зоротовичі) este un sat în comuna Mijeneț din raionul Starîi Sambir, regiunea Liov, Ucraina.

## Demografie
Componența lingvistică a localității Zorotovîci
     Ucraineană (98,67%)
     Alte limbi (0,19%)
Conform recensământului din 2001, majoritatea populației localității Zorotovîci era vorbitoare de ucraineană (98,67%), existând în minoritate și vorbitori de polonă (1,14%).